# Mesochorus nepalensis
Mesochorus nepalensis är en stekelart som beskrevs av Kusigemati 1988. Mesochorus nepalensis ingår i släktet Mesochorus och familjen brokparasitsteklar. Inga underarter finns listade i Catalogue of Life.